# Hans Heiling

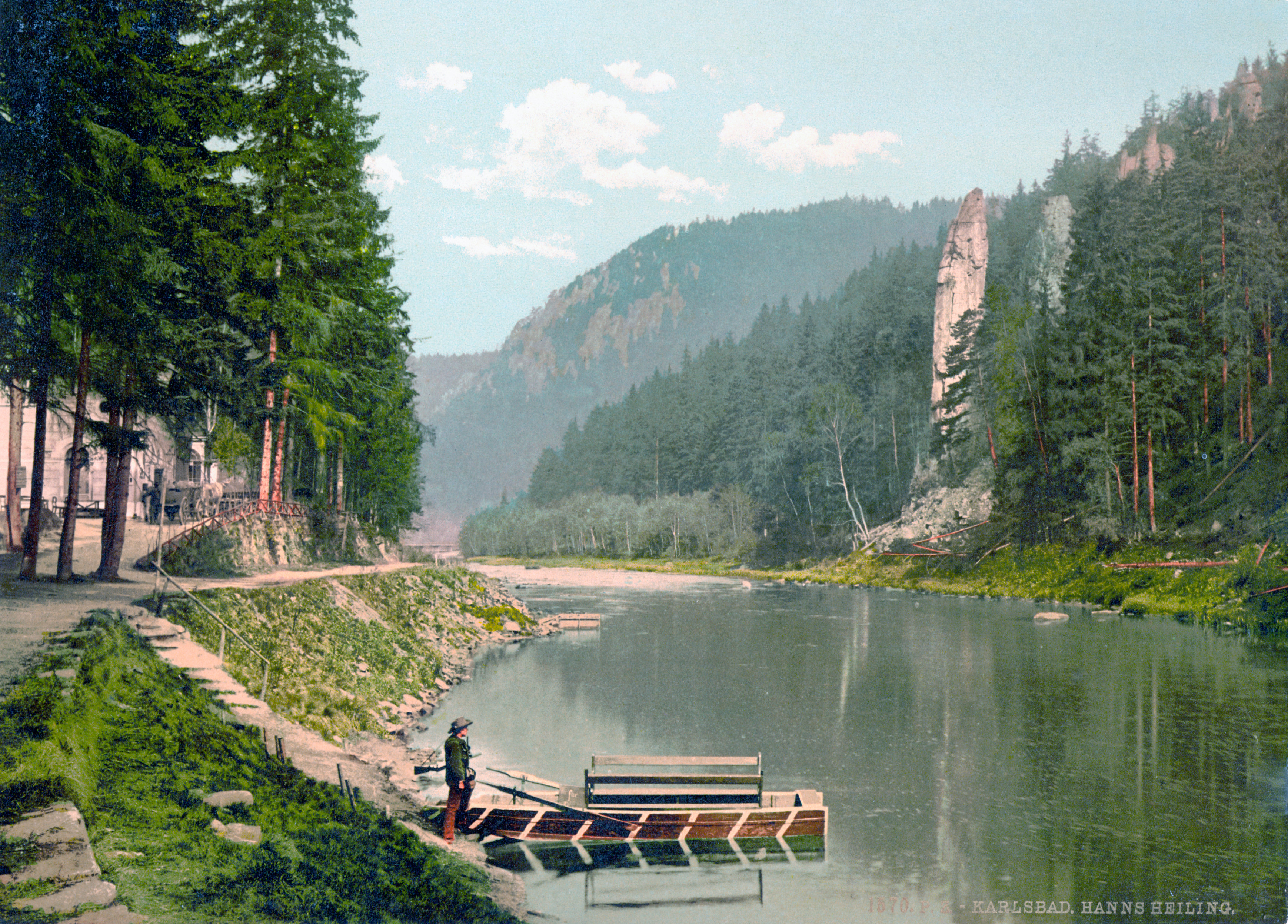
Skála Hanse Heilinga nad Ohří, kolorovaná litografie, před rokem 1900

Hans Heiling (česky Jan Svatoš) je bájná západočeská a německá postava ochránce Krušných hor. 

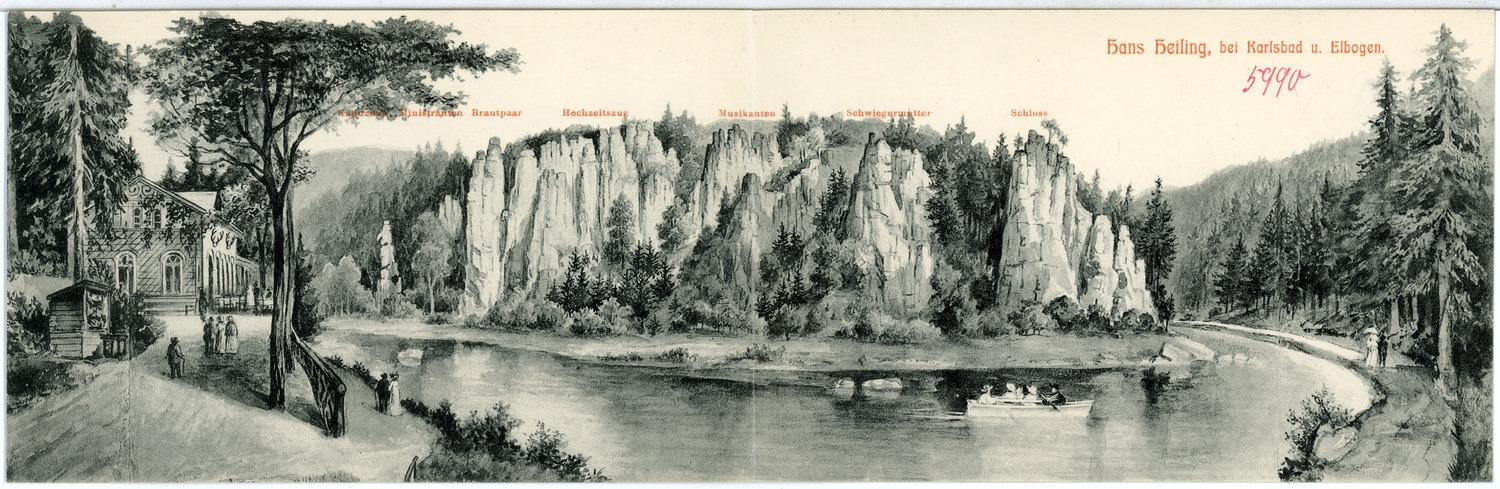
Popisky zkamenělých účastníků svatby Hanse Heilinga: zleva svatební pár, kočár s koňmi, muzikanti, tchyně, Heilingův hrad; pohlednice, Míšeň 1905

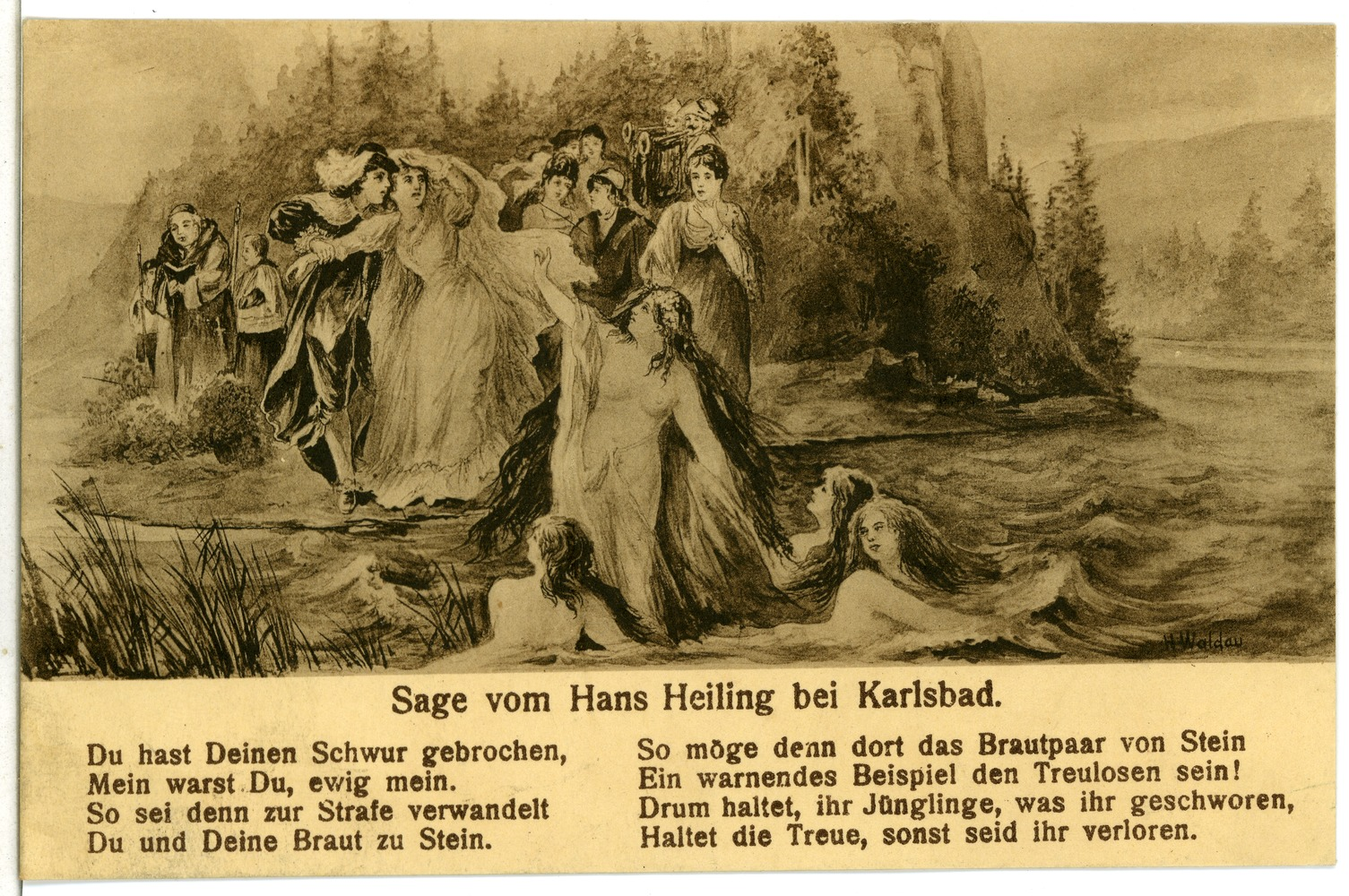
Svatebčané s básní, pohlednice z roku 1906

## Pověst
Hans Heiling byl podle lidové pověsti ze 17. až 19. století posledním knížetem duchů Země, vzduchu, ohně a vod loketského kraje. Jeho matka  byla údajně víla z řeky Ohře. Jeho dojemný životní příběh skončil tragicky. Kvůli lásce k pozemské dívce se vzdal své nesmrtelnosti, ztratil magickou ochranu a byl rozsápán medvědem. 
Nad Ohří mezi Loktem a Doubím u Karlových Varů ve směru po proudu na levém břehu lze dodnes spatřit Svatošské skály, německy Hans Heiling Felsen, kde se tyčil Heilingův hrad, a jež mají být jeho zkamenělým svatebním průvodem. Skály ovšem během 20. století natolik zarostly lesem, že původní konfigurace jejich personifikovaných vrcholků není vidět. Podle pohlednic z 19. a počátku 20. století to měl být: svatební pár, svatební kočár s koňmi, muzikanti, obě tchyně a Heilingův hrad. 

## Literární a hudební tradice
- Pověst jako první literárně zpracoval již roku 1798 německý, v Čechách naturalizovaný romanopisec Christian Heinrich Spiess, v rozsáhlém rytířském románu s titulem Hans Heiling, vierter und letzter Regent der Erde-, Luft-, Feuer- und Wassergeister (česky: Jan Svatoš, čtvrtý a poslední vládce země, vzduchu, ohně a vody).
- Příběh skal Hans Heiling Felsen do svých německých ság (Deutsche Sagen I.) zpracovali bratři Grimmové roku 1816.
- Pověst s titulem Hans Heiling zhudebnil kapelník Franz Volkert (1778-1845) a uvedl ji ve vídeňském divadle v Leopoldstadtu roku 1818.
- operu s názvem Hans Heiling na libreto Filipa Eduarda Devrienta složil Heinrich Marschner a roku 1833 ji uvedl na scéně Dvorní opery v Berlíně.
- Ida Fricková si povšimla v této pověsti úlohy žen ve své novele Johanna Shore: Die Familie von Felsing., vydané v Grimmě z roku 1840.
- Báseň Hans Heiling Felsen uveřejnil Johann Nepomuk Vogl roku 1854[1]